# Simphiwe Dana

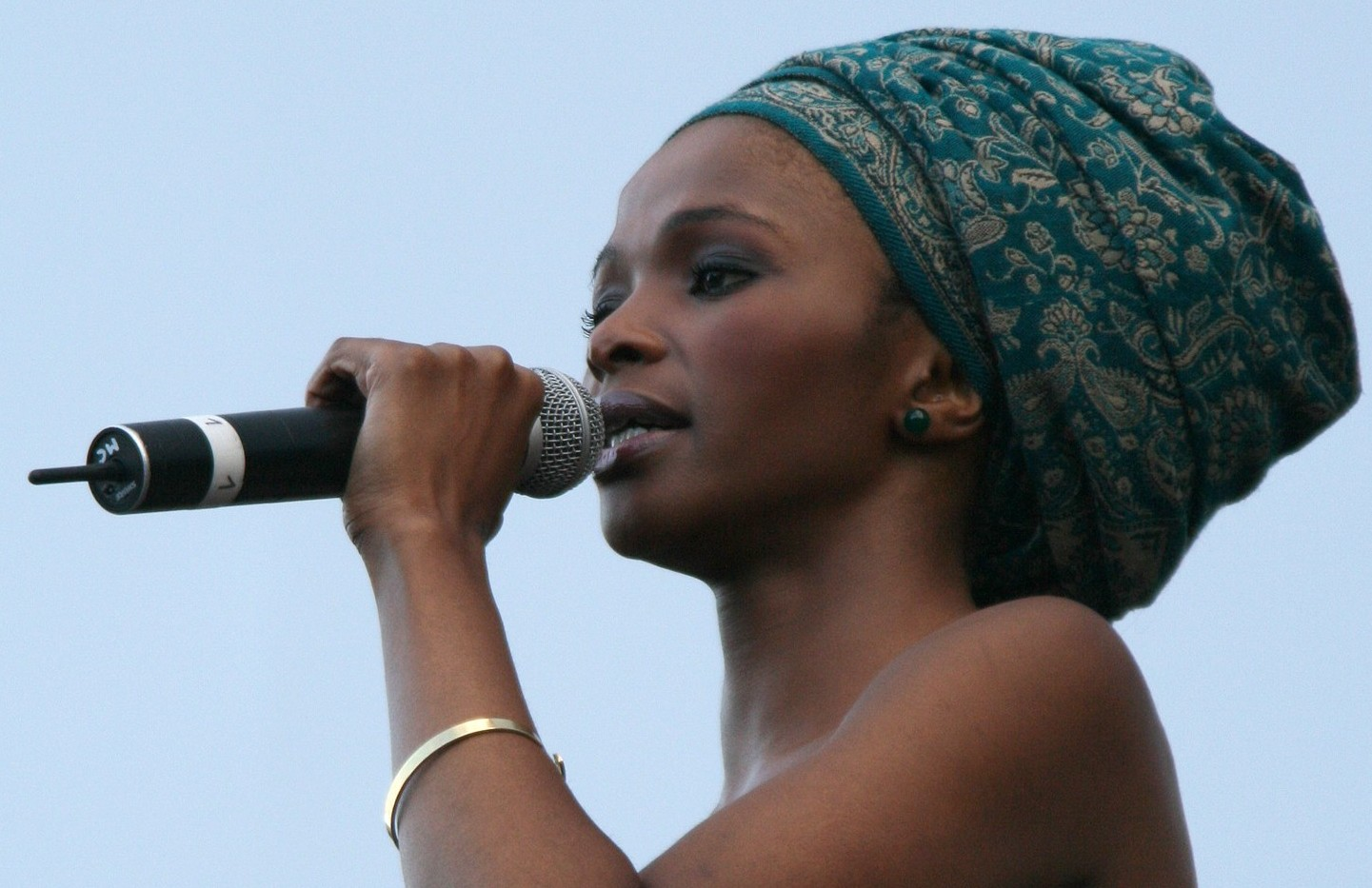
Simphiwe Dana no "Jazz-Fest Wien 2007", em Viena.

Simphiwe Dana (1980) é uma cantora Xhosa da África do Sul.  Com uma combinação única de jazz, pop, e música tradicional, é considerada a "nova Miriam Makeba".